# 앨프리드 키르와 예고
앨프리드 키르와 예고(Alfred Kirwa Yego, 1986년 11월 28일 ~ )는 케냐 엘도레트 출신의 육상 선수로 주 종목은 800m이다. 코치는 자네스 젭코스케이와 낸시 라가트의 코치이기도 한 클라우디오 베라르델리(Claudio Berardelli)이다.
2004년 세계 주니어 육상 선수권에서 2위를 차지하며 두각을 나타냈으나, 다음 해에 벌어진 2005년 세계육상선수권대회에선 결선 진출에 실패했다. 2년 후에 열린 2007년 세계육상선수권에서 금메달을 차지했고, 2008년 하계 올림픽에선 동메달을 땄다. 2009년 세계육상선수권대회에선 남아프리카 공화국의 음불라이네 물라우지에 이어 2위를 기록했으며, 그로부터 며칠 후인 9월 6일엔 리에티에서 1분 42초 67의 개인 최고 기록을 세웠다.

## 성적

### 주요 대회 성적
| 날짜            | 종목 | 대회                           | 장소         | 순위 | 기록    | 기타 |
| --------------- | ---- | ------------------------------ | ------------ | ---- | ------- | ---- |
| 2004년 7월 16일 | 800m | 2004년 세계 주니어 육상 선수권 | 그로세토     | 2위  | 1:47.39 |      |
| 2005년 9월 10일 | 800m | 2005년 세계 육상 파이널        | 모나코       | 6위  | 1:47.39 |      |
| 2006년 8월 11일 | 800m | 2006년 아프리카 육상 선수권    | Bambous      | 3위  | 1:46.85 |      |
| 2006년 9월 9일  | 800m | 2006년 세계 육상 파이널        | 슈투트가르트 | 8위  | 1:48.01 |      |
| 2007년 9월 2일  | 800m | 2007년 세계육상선수권대회      | 오사카       | 1위  | 1:47.09 |      |
| 2008년 8월 23일 | 800m | 2008년 하계 올림픽             | 베이징       | 3위  | 1:44.82 |      |
| 2008년 9월 13일 | 800m | 2008년 세계 육상 파이널        | 슈투트가르트 | 1위  | 1:49.05 |      |
| 2009년 8월 23일 | 800m | 2009년 세계 육상 선수권        | 베를린       | 2위  | 1:45.35 |      |
| 2009년 9월 12일 | 800m | 2009년 세계 육상 파이널        | 테살로니카   | 7위  | 1:46.66 |      |

### 실외 개인 최고 기록
| 종목  | 날짜       | 장소   | 기록        |
| ----- | ---------- | ------ | ----------- |
| 800m  | 2009/09/06 | 리에티 | 1분 42초 67 |
| 1500m | 2009/05/08 | 도하   | 3분 33초 68 |